# Nychiodes subfusca
Nychiodes subfusca là một loài bướm đêm trong họ Geometridae.